# Kahan-Kommission

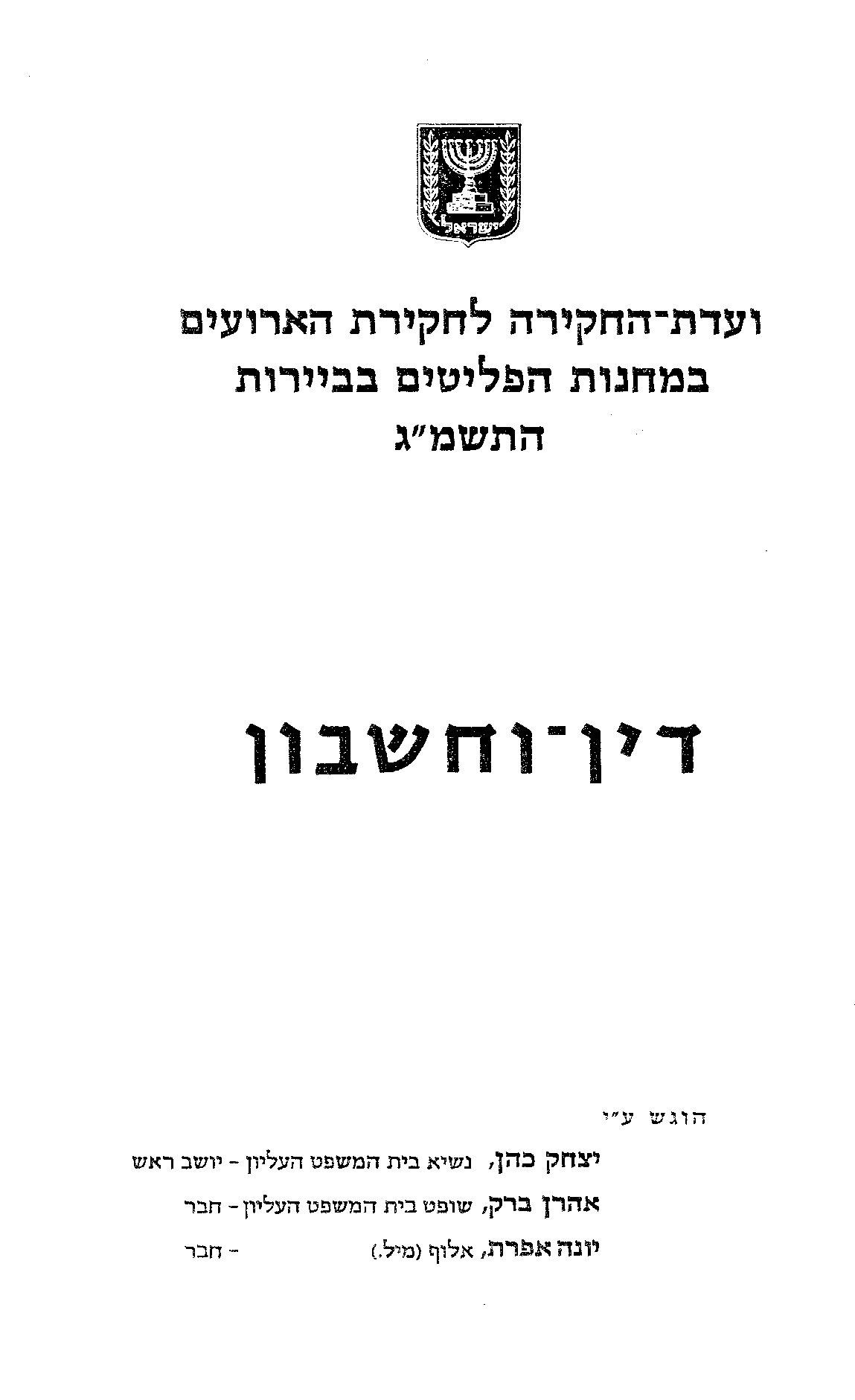
Titelblatt des Reports der Kahan-Kommission

Die Kahan-Kommission (ועדת כהן, offizieller Name lautet: Kommission zur Untersuchung der Ereignisse in den Flüchtlingslagern von Beirut) wurde am 28. September 1982 von der israelischen Regierung unter Menachem Begin eingerichtet, um die Massaker von Sabra und Schatila während des Libanonkriegs zu untersuchen.
Den Vorsitz über die Kommission hatte Jitzchak Kahan, der damalige Präsident des Obersten Gerichts von Israel. Die beiden weiteren Mitglieder waren Aharon Barak (Richter am obersten Gerichtshof) und Major-General (im Ruhestand) Yona Efrat. Die Kommission tagte über einen Zeitraum von vier Monaten. Ihr erklärtes Ziel war es:
All die Fakten und Faktoren, die mit zu der Gräueltat geführt haben, die durch eine Einheit der libanesischen Streitkräfte gegen die Zivilbevölkerung in den Lagern von Shatilla und Sabra verübt wurde, zu untersuchen.
Befragt wurde unter anderem Vizekommandant Avi Grabowski, einer der ersten Augenzeugen der Morde, der als israelischer Ansprechpartner der Täter mehrere Morde mitansah. Grabowski hatte per Funkspruch die Anweisung erhalten, nicht zu intervenieren. Nach einer viermonatigen Untersuchung, am 8. Februar 1983 legte die Kommission ihren Bericht vor, die für die Öffentlichkeit gleichzeitig in Hebräisch und Englisch veröffentlicht wurde. Die Kahan-Kommission kam zu dem Ergebnis, dass die direkte Verantwortung für das Massaker bei der Kata’ib lag. Israel wurde von jeglicher direkten Verantwortung freigesprochen, jedoch als indirekt verantwortlich für die Ereignisse angesehen. Die Massaker wurden mit Wissen und Unterstützung der israelischen Armee begangen.
 Die Entscheidung, die Phalangisten in die Flüchtlingslager zu lassen, wurde ohne Rücksicht auf die Gefahr genommen. Diejenigen, die die Entscheidung getroffen hatten, wären verpflichtet gewesen, die Gefahr als wahrscheinlich vorauszusehen. Die Gefahr bestand darin, dass die Phalangisten Massaker und Pogrome gegen die Bewohner der Lager durchführen werden.
 Ebenso ergibt sich aus dem Verlauf der Ereignisse, dass die Berichte über die Aktionen der Phalangisten in den Lagern, nicht ernst genommen wurden. Es wurden nicht die richtigen Schlüsse aus den Berichten gezogen und keine energischen und unverzüglichen Maßnahmen wurden ergriffen, um die Phalangisten zurückhalten und ihren Aktionen ein Ende zu setzen.
Der damalige Verteidigungsminister und spätere Ministerpräsidenten Ariel Scharon wurde als „persönlich verantwortlich“ angesehen. Er hätte die Gefahr einer Racheaktion und eines Blutvergießens ignoriert und nicht die angemessenen Maßnahmen ergriffen, diese zu verhindern.
Scharon lehnte einen Rücktritt ursprünglich ab und Menachem Begin lehnte es ab, ihn zu entlassen. Später wurde Scharon Minister ohne Geschäftsbereich.
Die Kommission fällte gegenüber Stabschef Rafael Eitan, sowie gegen Amir Drori, Amos Yaron und Yehoshua Saguy ein ähnliches Urteil. Es wurde die Empfehlung ausgesprochen, Yehoshua Saguy, den leitenden General des Militärgeheimdienstes, zu entlassen.